# Adriaan Stoet
Adriaan Stoet (Hoogeveen, 9 september 1965) is een Nederlands violist.
Stoet volgde zijn eerste vioollessen vanaf 11 jaar. Nadat hij een talentvol violist bleek te zijn, vertrok hij naar het conservatorium alwaar hij studeerde bij Philipp Hirshhorn. Bij hem studeerde hij in 1993 af. Hij volgde diverse masterclasses bij violisten als Viktor Liberman, György Pauk en Ruggiero Ricci.

## Opnames en optreden
Hij nam diverse albums op, waaronder een cd met violiste Emmy Verhey. Later speelde hij met Verhey en Herman Krebbers. Hij concerteerde met zangeres Inessa Galante en saxofonist Henk van Twillert in Engeland en Letland, en trad op in het Concertgebouw.
Hij won door zijn imitatie van André Rieu de Play Back Show op televisie. In maart 2008 nam Stoet met Van Schie de cd Die Geigen, ja die Geigen! op.
Verder speelde Adriaan Stoet met de pianist Jan Vayne. Met pianist Tjako van Schie bracht hij een cd uit met Jiddische muziek uit de ghetto's en concentratiekampen.
Tegenwoordig speelt Stoet samen met Harold Kooij. In 2014 brachten zij samen een cd uit Vivaldi - Still Got The Blues. Op deze cd speelt Kooij op de vleugel.
Ook treedt Stoet op met verschillende muziekgezelschappen.

## Docent
Tegenwoordig doceert Stoet op het conservatorium te Zwolle, doceert hij talenten op de door hem opgerichte Zwolse Vioolacademie en heeft hij zijn eigen vioolschool opgericht; de Zwolse Vioolschool.